# 拉伊翁
拉伊翁（義大利語：Laion），是意大利波尔扎诺自治省的一个市镇。总面积37平方公里，人口2586人，人口密度69.9人/平方公里（2009年）。ISTAT代码为021039。